# 平鹿町醍醐
平鹿町醍醐（ひらかまちだいご）は、秋田県横手市の大字。郵便番号は013-0102。本項では同地域にかつて存在した平鹿郡醍醐村（だいごむら）についても記す。

## 地理
横手市中部に位置する。東で柳田・外目・大屋寺内・山内平野沢、西で十文字町腕越・十文字町梨木・十文字町十五野新田・平鹿町浅舞・平鹿町中吉田・平鹿町上吉田、南で増田町亀田、北で赤坂・朝日が丘・婦気大堤と隣接する。東北中央自動車道・国道13号・奥羽本線が南北に縦貫し、中心部に醍醐駅が所在する。国道13号からは秋田県道108号川連増田平鹿線が南東に、秋田県道270号浅舞醍醐線が西に分岐する。また、秋田自動車道が北を掠める。

### 山岳
- 前森山
- 金峰山

### 湖沼
- 馬鞍ダム
- 阿弥陀田沼

## 歴史

### 沿革
- 1889年（明治22年）4月1日 - 町村制の施行により、醍醐村、石成村、馬鞍村、明沢村、上樋口村、下樋口村の区域をもって発足。
- 1957年（昭和32年）4月1日 - 平鹿町に編入。同日醍醐村廃止。
- 2005年（平成17年）10月1日 - 平鹿町が横手市・増田町・雄物川町・大森町・十文字町・山内村・大雄村と合併し、改めて横手市が発足。

## 交通

### 鉄道
東日本旅客鉄道
- 奥羽本線
  - 醍醐駅

1971年まで羽後交通横荘線の樋ノ口駅が所在した。

### バス
羽後交通
- 横手・小安線
  - 平鹿総合病院前 - 横手バスターミナル - 十文字案内所 - 四ツ谷角 - 川連 - 稲庭梺 - 皆瀬庁舎前 - 小安温泉

### 道路
- 秋田自動車道
- 東北中央自動車道
- 国道13号
- 秋田県道108号川連増田平鹿線
- 秋田県道270号浅舞醍醐線

## 施設
- 横手市立醍醐小学校
- 醍醐地区交流センター
- 醍醐郵便局

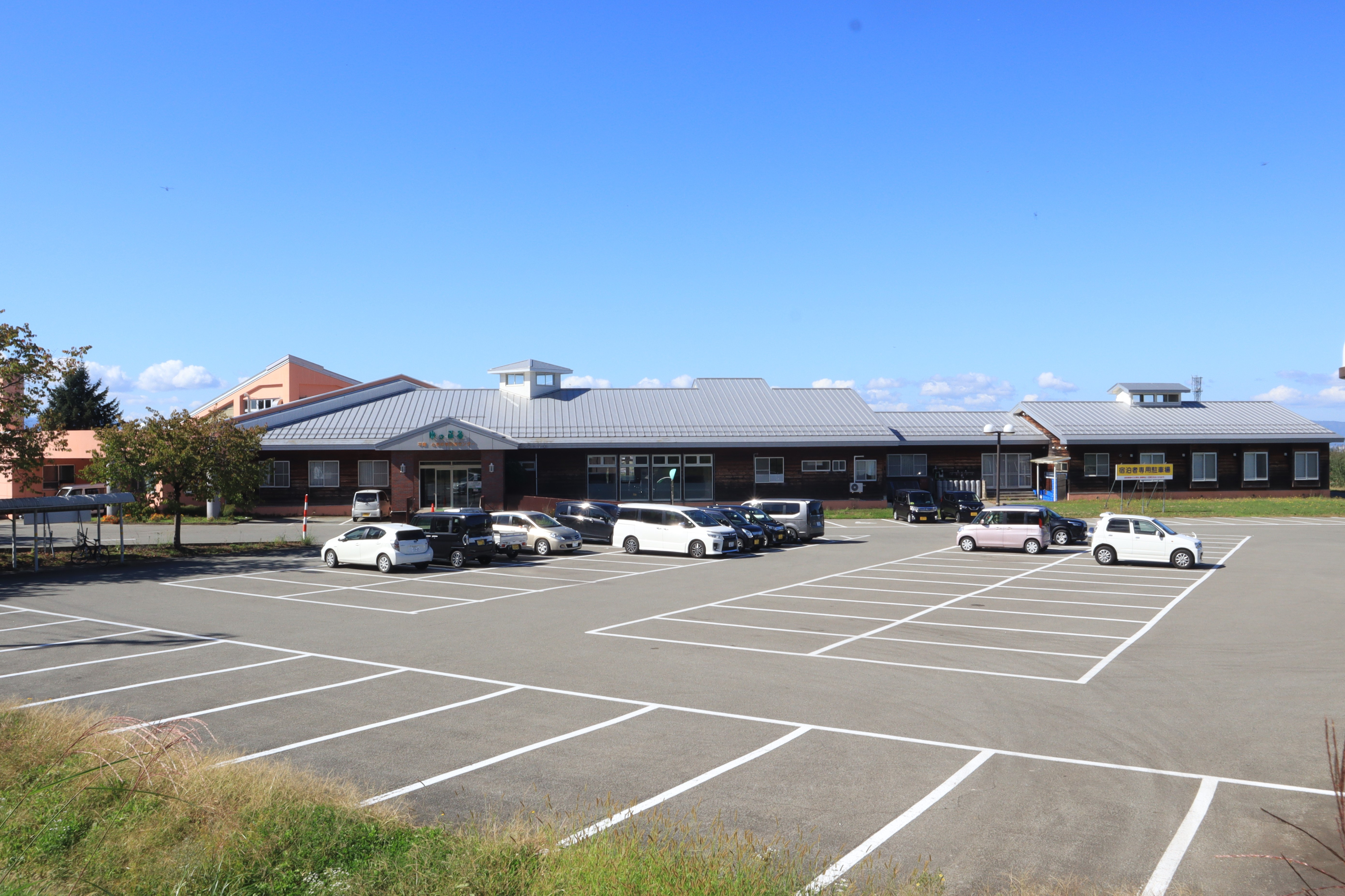
横手市平鹿ときめき交流センター「ゆっぷる」

- 平鹿ときめき交流センター ゆっぷる（温泉宿泊施設）

## 出身者
- 佐藤克廣（行政学者）